# Gopher
Gopher (англ. gopher [ˈɡoʊfər] — го́уфер, го́фер) — сетевой протокол распределённого поиска и передачи документов, который был широко распространён в Интернете до 1993 года. Протокол предназначается для предоставления доступа к документам в Интернет, но имеет меньше возможностей, чем HTTP, и впоследствии был почти полностью вытеснен им.
Протокол gopher имеет более жёсткую структуру размещения информации, очень похожую на структуру каталогов в файловой системе, которая состоит из вложенных друг в друга каталогов и файлов. Иерархическая структура ссылок позволила пользователям текстовых терминалов, в основном в университетах, очень быстро находить нужную информацию.
Протокол был разработан в Университете Миннесоты весной 1991 года и документирован в RFC 1436. Летом 1993 года опубликован набор дополнений к протоколу, получивший название Gopher+.
В феврале 1993 года Университет Миннесоты объявил о намерении взимать лицензионные отчисления за использование созданной им реализации сервера Gopher. В результате пользователи и разработчики стали отдавать предпочтение развивавшейся тогда технологии World Wide Web, имевшей и ряд других преимуществ.
В сентябре 2000 года Университет Миннесоты выпустил программное обеспечение Gopher (клиент и сервер) под лицензией GNU GPL.
Протокол основан на клиент-серверной технологии, за ним закреплён 70-й порт TCP. После того, как клиент установит TCP-подключение с сервером, он посылает строку (заканчивающуюся CR LF), которая содержит запрос на нужный документ либо пустую строку для получения первой страницы сайта. Сервер отвечает и закрывает соединение.
Каталог состоит из последовательности строк, описывающих данные, которые можно из него получить — файлы, другие каталоги и ссылки на ресурсы, доступные по другим протоколам. Строки содержат пять полей и заканчиваются CR LF. Первое поле содержит один символ и не отделено от второго, остальные разделяются табуляцией.
- Тип содержимого
  - 0 = текстовый файл
  - 1 = каталог
  - 2 = сервер имён CSO
  - 3 = ошибка
  - 4 = файл Macintosh в формате BinHex
  - 5 = архив ZIP
  - 6 = файл UNIX, закодированный uuencode
  - 7 = поисковый сервер
  - 8 = ссылка на telnet-сессию
  - 9 = бинарный файл
  - + = запасной сервер
  - h = файл в формате HTML
  - g = графический файл в формате GIF
  - i = информационный текст
  - I = графический файл (отображение определяется клиентом)
  - T = ссылка на сессию TN3270
- Строка описания
- Путь (обычно в файловой системе)
- Доменное имя сервера
- Номер порта сервера

На начало 2013 года в Интернете существует около 310 gopher-серверов. Большинство из них более не обновляется, но некоторые поддерживаются энтузиастами протокола Gopher. Несколько десятков новых серверов было запущено с 1999 года. Сегодня Gopher напоминает почти заброшенный уголок Интернета — можно, например, публиковать адреса электронной почты, не беспокоясь о спаме, и публиковать любую информацию, не заботясь об объёмах трафика. При этом многие серверы Gopher до сих пор регулярно посещаются. Протокол Gopher в той или иной мере поддерживается многими современными веб-браузерами.

## Программное обеспечение

### Клиенты
В Internet Explorer версий 5.* и 6 для Windows поддержка Gopher отключена с июня 2002 года с выходом патча, предназначавшегося для исправления уязвимости в обработчике протокола Gopher; однако её можно вернуть через редактирование реестра. В Internet Explorer 7 Gopher более не поддерживается. Internet Explorer для Mac (только на платформе PowerPC) всё ещё поддерживает Gopher.
Другие браузеры, включая Mozilla и AOL, поддерживают протокол лишь частично — наиболее существенным недостатком является то, что они не отображают информационный текст, используемый во многих gopher-меню. Для полной поддержки Gopher в Konqueror необходим плагин, такой как kio_gopher. Mozilla Firefox полностью поддерживал Gopher, начиная с версии 1.5 и до 4 (в 4-й версии браузера, вышедшей в марте 2011 года, Gopher перестал поддерживаться, но можно установить специальное расширение), и частично — в предшествующих версиях. SeaMonkey и Camino также полностью поддерживают Gopher. Однако, наиболее полная поддержка Gopher доступна в текстовом браузере Lynx.
Safari не поддерживает Gopher, для поддержки в Opera требуется прокси-сервер, например Squid.

### Серверы
Благодаря простоте протокола создано множество реализаций серверов на различных языках программирования:
- На C:
  - UMN Gopherd — классический сервер, разработанный в Университете Миннесоты, не поддерживается
  - Geomyidae
  - GN
  - GoFish
  - Gophernicus
  - gophrier
  - mgod
  - Motsognir
- На Python:
  - PyGopherd
  - PyGS
- На Java:
  - Aftershock
- На Perl:
  - Bucktooth
- На FreeBASIC:
  - GOPHSERV
  - Grumpy (поддержка Gopher прекращена)
- На Scheme:
  - Goscher
- На платформе .NET 3.5:
  - Gopher Cannon
- На Node.js (JavaScript):
  - node-gopher

## Gopher+
Gopher+ — обратно совместимое расширение протокола Gopher. Предложено разработчиками оригинального протокола Gopher (также называемого Gopher0) в июле 1993 года.
В дополнение к стандартным полям, отправляемым клиенту сервером Gopher0, сервер Gopher+ может отправлять различные метаданные о документе (тип MIME, дату изменения документа, краткое описание, информацию о доступных форматах документа и др.). Клиент Gopher+ может отправлять серверу данные пользовательского ввода аналогично веб-формам.
Предложены также новые типы содержимого:
- : = битовое изображение;
- ; = файл видео;
- < = звуковой файл.

Расширения Gopher+ не были широко реализованы на практике. Лишь немногие из клиентов (UMN Gopher, HGopher) и серверов (UMN Gopherd, Pygopherd) полностью или частично поддерживают Gopher+.